# Chérizet
Chérizet é uma comuna francesa na região administrativa de Borgonha-Franco-Condado, no departamento Saône-et-Loire. Estende-se por uma área de 2,94 km². Em 2010 a comuna tinha 20 habitantes (densidade: 6,8 hab./km²).